# Kenta y Shōta Yamanaka
Kenta Yamanaka (山中 健太 Yamanaka Kenta?) y Shōta Yamanaka (山中 翔太 Yamanaka Shōta?,  Prefectura de Kagoshima, Japón, 6 de mayo de 1992) son dos actores japoneses gemelos, ambos afiliados a Cast Corporation. Los hermanos Yamanaka debutaron en 2012 apareciendo en la obra teatral Ready go, y mayormente trabajan juntos desempeñando papeles de gemelos. Actúan de forma conjunta bajo el nombre de 2wins.

## Filmografía

### Televisión
- Hōgen Kareshi (2013), episodio 10

### Teatro
- Ready go (2012, Gekiba)
- Ensemble Stars! (2016, Aiia 2.5 Theater Tokyo) como Yuta y Hinata Aoi[3]
- Nobunaga no Yabō: Neko-gun gi (2016, Rōon Ōkubo Kaikan)[4]
- Ensemble Stars!: Take your marks! (2017, AiiA 2.5 Theater Tokyo]) como Yuta y Hinata Aoi[5]
- Makai Ōji: The Second Spirit (2017, Shijuku Face), solo Kenta[6]
- Ensemble Stars!: To the shining future (2018, Umeda Arts Theater) como Yuta y Hinata Aoi
- Picture of Resistance (2018, Ebisu Echo Theater) como Yōichi Furuta
- Hajimari no Toki (2018, Yomiuri Otemachi Hall)
- Boys☆Talk 2 (2018, CBGK Shibugeki!!)